# Кастания (дем Метеора)
Вижте пояснителната страница за други значения на Кастания.
Кестения (на гръцки: Καστανιά) е село в Пинд, дем Метеора на област Тесалия. Населението му е 165 души, а през лятото достига до 500.